# Икэда, Киёси
Киёси Икэда (яп. 池田 清 Икэда Киёси, 15 февраля 1885 — 13 января 1966) — японский государственный деятель, губернатор префектур Осака (1937—1939, 1944—1945) и Хоккайдо (1936—1937), глава столичного отдела полиции Японии (1939—1940), член Палаты пэров (1945) и Палаты представителей Японии (1952—1955).

## Биография
Родился в префектуре Кагосима в семье Уэно, но был усыновлён как старший сын Наосукэ Икэды. В июле 1913 года окончил юридический факультет (немецкое право) Токийского императорского университета. В ноябре того же года поступил на службу в Министерство внутренних дел и был назначен инспектором в столичное полицейское управление.
В октябре 1923 года стал главой бюро синтоистских святилищ Министерства внутренних дел. Также занимал должности начальника санитарного бюро и отдела по общим вопросам бюро синтоистских святилищ. С января 1928 года занимал должности начальника отдела полиции префектуры Киото, начальника отдела полиции префектуры Осаки, начальника отдела внутренних дел префектуры Хёго. В июне 1931 года был назначен начальником полицейского управления генерал-губернаторства Кореи, а после являлся губернатором префектуры Хоккайдо и префектуры Осака. В сентябре 1939 года был назначен начальником столичного отдела полиции, а в январе 1940 года ушёл с поста.
В январе 1942 года был назначен секретариат военно-морского флота и начальником отдела по особым делам военно-морского флота. В августе 1944 года был повторно назначен губернатором префектуры Осака и оставался на этом посту до апреля 1945 года. 15 августа того же года был назначен в Палату пэров, но ушёл в отставку 30 числа того же месяца после 15 дней пребывания в должности.
В 1952 году баллотировался на выборах в Палату представителей от первого округа префектуры Кагосима как кандидат Либеральной партии. Прослужил два срока, но потерпел поражение на выборах в Палату представителей в феврале 1955 года.

## Награды
- Медаль «В память Восшествия на Престол Императора Сева» (10 ноября 1928)[2]
- Медаль «В честь 2600 летия Японской империи»[3]  (15 августа 1940)